# Arba'ín

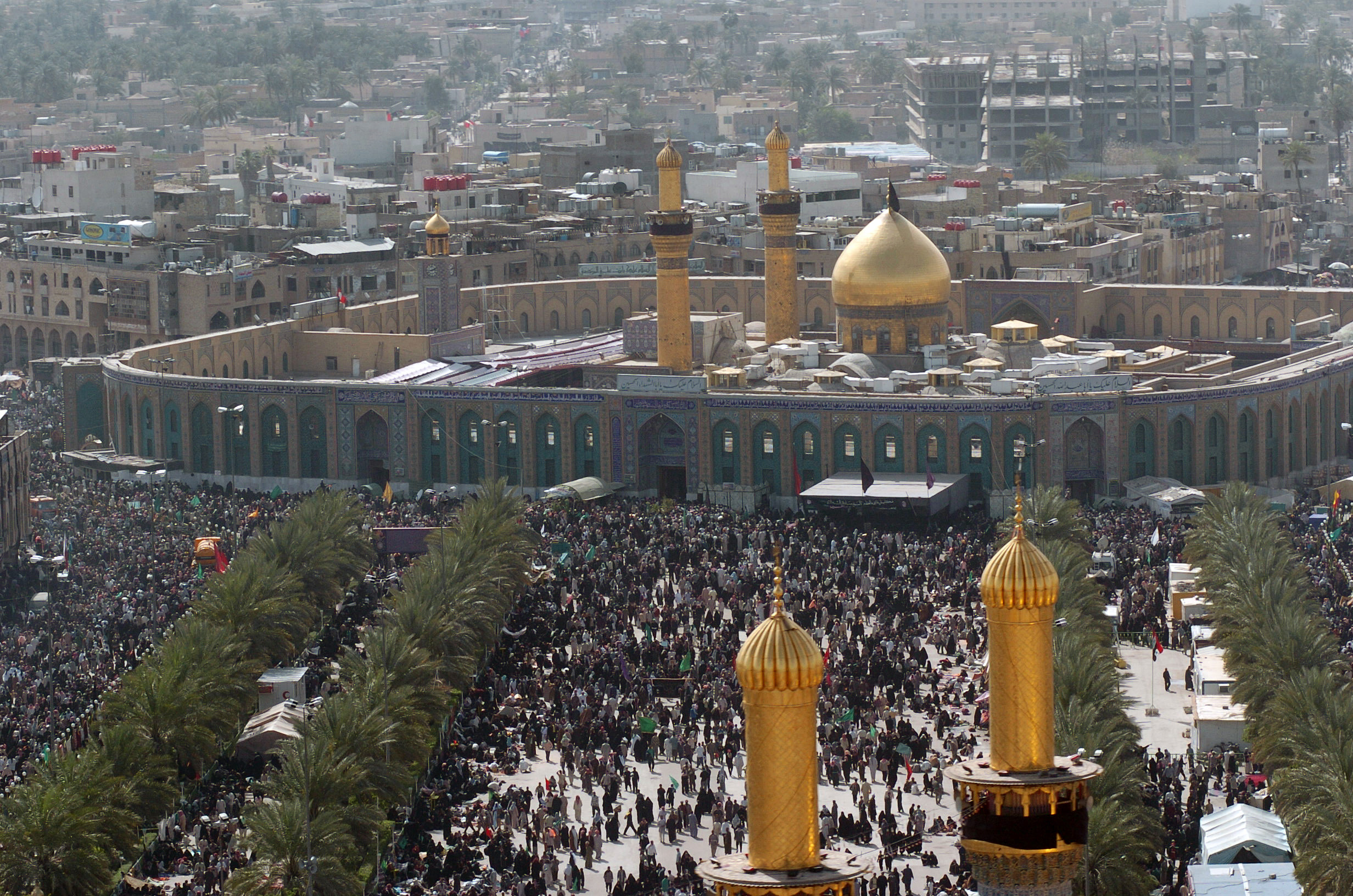

Arba'ín (arabsky الأربعين‎) nebo Chehelom/Chollisha (persky: چهلم, urdsky: چہلم, bengálština: চল্লিশা, "čtyřicátý [den]"), je šíitský svátek 40 dní po svátku Ašura. Připomíná mučednickou smrt Husajna v bitvě u Karbaly roku 680 (61 hidžry). V tento svátek putují poutníci právě do Karbaly, významného šíitského poutního místa. Každoročně tam putuje asi 30 milionů poutníků.
Svátek se začal slavit roku 62 hidžry (684 po Kr.), kdy první pouť vykonal Džabir ibn Abd-Allah vzhledem ke své nemoci a slepotě.